# Erhan Can Kartal

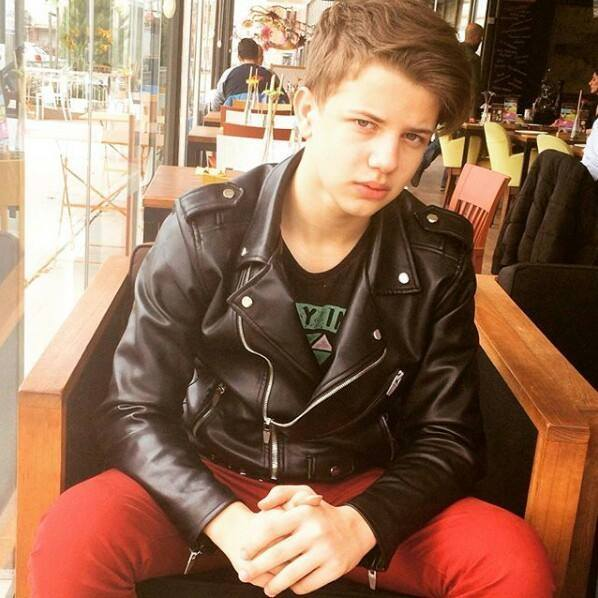
Erhan Can Kartal

Erhan Can Kartal (* 17. Dezember 1998 in Istanbul) ist ein türkischer Schauspieler.

## Leben und Karriere
Kartal wurde am 17. Dezember 1998 in
Istanbul geboren. Sein Debüt gab er 2010 in einer Folge in Ezel. Anschließend war er 2011 in der Fernsehserie Nuri zu sehen. Von 2012 bus 2013 trat er in Das osmanische Imperium – Harem: Der Weg zur Macht auf. Im selben Jahr wurde er zum Best Child Model der Türkei gekürt. Zwischen 2013 und 2014 bekam Kartal in der Serie Kayip eine Hauptrolle. Unter anderem spielte er in Medcezir mit. 2017 trat er in dem Kurzfilm 06:35 auf.

## Filmografie
- 2010: Ezel (Fernsehserie, 1 Episode)
- 2011: Nuri (Fernsehserie, 3 Episoden)
- 2012–2013: Das osmanische Imperium – Harem: Der Weg zur Macht (Muhteşem Yüzyıl, Fernsehserie)
- 2013–2014: Kayip (Fernsehserie)
- 2014: Medcezir (Fernsehserie)
- 2017: 06:35 (Kurzfilm)